# Konstantyn Dominik
Konstantyn Dominik (ur. 7 listopada 1870 w Gnieżdżewie, zm. 7 marca 1942 w Gdańsku) – biskup pomocniczy diecezji chełmińskiej, pierwszy biskup-Kaszub w odrodzonej Polsce, społecznik i patriota, jeden z najwybitniejszych synów ziemi kaszubskiej.

## Życiorys
Urodził się w Gnieżdżewie k. Pucka na Kaszubach w rodzinie chłopskiej, w najstarszym domu we wsi, pochodzącym z połowy XVIII wieku. Ochrzczony został w Swarzewie, gdzie mieści się Sanktuarium Maryjne Królowej Polskiego Morza. Był drugim z trojga dzieci Michała (miejscowego sołtysa) i Anny Derc. Matka zmarła gdy Konstantyn miał 2 lata. Ojciec ożenił się ponownie z siostrą matki, Marcjanną Augustyną Derc. Z tego małżeństwa przyszło na świat jeszcze 9 dzieci.
Po ukończeniu szkoły podstawowej, dalszą edukacją chłopca zajął się wuj ze strony matki, ks. Jakub Derc, który sfinansował mu naukę w słynnym Collegium Marianum – progimnazjum biskupim w Pelplinie (od 1883).
Naukę kontynuował w Państwowym Gimnazjum Klasycznym w Chełmnie, gdzie zdał maturę w 1893 r. W okresie nauki gimnazjalnej należał do tajnego Towarzystwa Filaretów, którego był jednym z najbardziej aktywnych członków. Wszędzie wyróżniał się skromnością i wybitnymi osiągnięciami w nauce. W 1897 r. ukończył Seminarium Duchowne w Pelplinie, gdzie 25 marca tegoż roku uzyskał święcenia kapłańskie w katedrze pelplińskiej. Trzy dni później w kościele parafialnym w Swarzewie odprawił mszę prymicyjną. Pierwszą pracę duszpasterską objął w Starych Szkotach (obecnie dzielnica Gdańska – Orunia), gdzie do 17 listopada 1898 r. był wikarym w kościele św. Ignacego. Stąd powołano go do Chełmna, gdzie piastował funkcję kapelana Klasztoru i Szpitala Sióstr Miłosierdzia. W Chełmnie był też prefektem nowo powołanego Collegium Albertinum. Stamtąd wrócił do Pelplina (1911 r.), gdzie biskup Augustyn Rosentreter powierzył mu stanowisko wicerektora, a następnie (od 1920 do września 1939 r.) rektora tamtejszego Seminarium Duchownego. Jako wicerektor był także wykładowcą liturgiki, homiletyki i teologii pastoralnej. Potajemnie nauczał także literatury polskiej i historii Polski. Alumni uważali go za swego przyjaciela i opiekuna całego konwiktu. Bronił kleryków przed władzami pruskimi w toruńskim procesie filomatów oskarżonych o urządzanie obchodów rocznic victorii wiedeńskiej, Konstytucji 3 maja i powstań narodowych.
Był także radcą w kurii biskupiej i sędzią prosynodalnym. Jeszcze w okresie zaborów należał do wielu polskich organizacji i stowarzyszeń świeckich oraz kościelnych, takich jak Towarzystwo Pomocy Naukowej, Polska Liga Przeciwalkoholowa i Sodalicja Mariańska.
20 stycznia 1928 r. papież Pius XI mianował kanonika Konstantyna Dominika biskupem tytularnym Athribis i sufraganem diecezji chełmińskiej. Był pierwszym biskupem - Kaszubem.

Od czerwca 1928 r. był dziekanem Kapituły Katedralnej, dyrektorem Związku Towarzystw Dobroczynnych (do 1930 roku), pierwszym referentem kurii, dyrektorem Diecezjalnych Dzieł Misyjnych, cenzorem ksiąg religijnych, wikariuszem generalnym. Za zasługi na polu pracy narodowo-społecznej władze II Rzeczypospolitej 9 listopada 1932 przyznały mu Krzyż Komandorski Orderu Odrodzenia Polski.

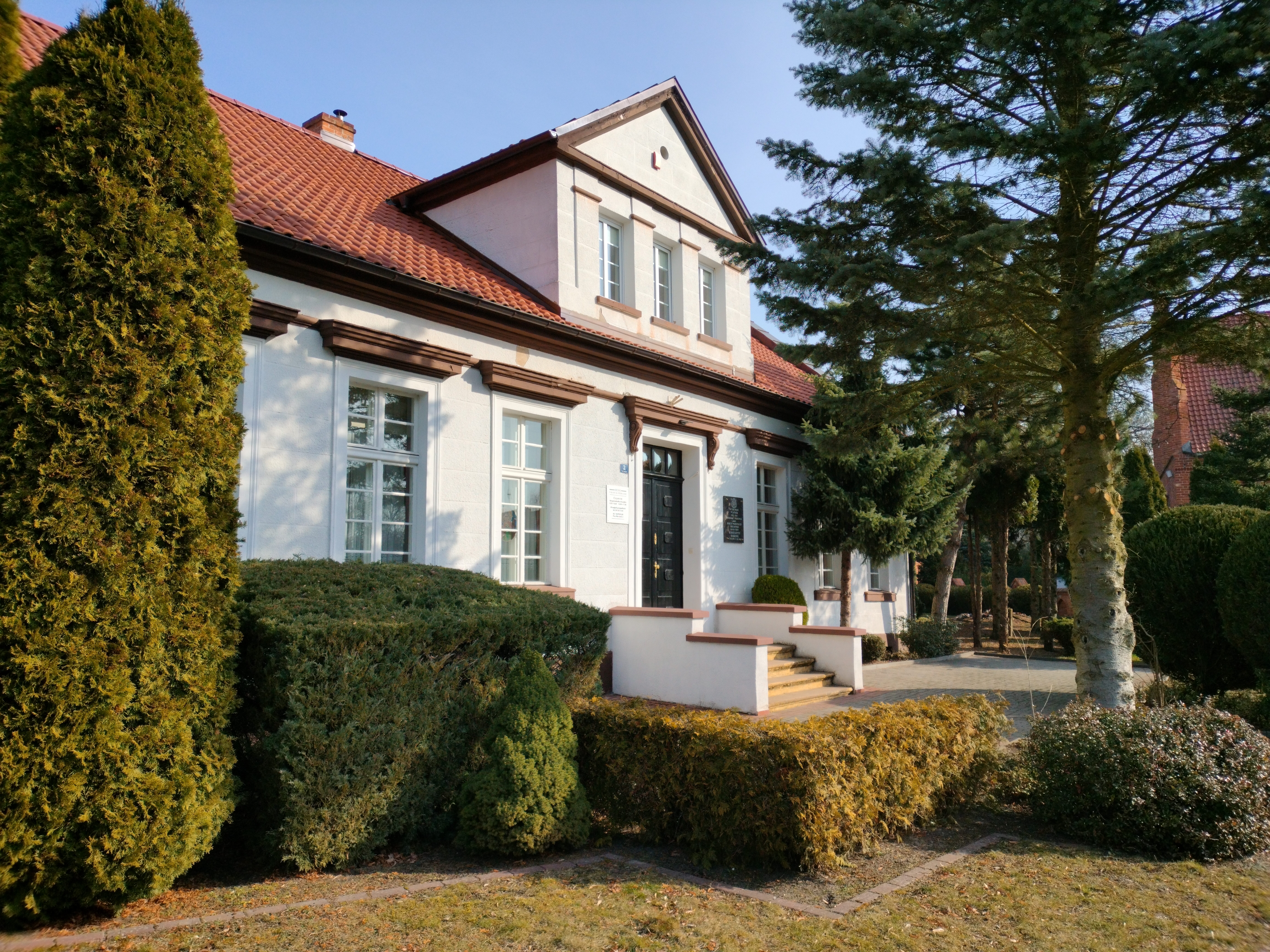
Dom bpa K. Dominika w Pelplinie (Pl. Mariacki 2, obecnie biuro parafialne).
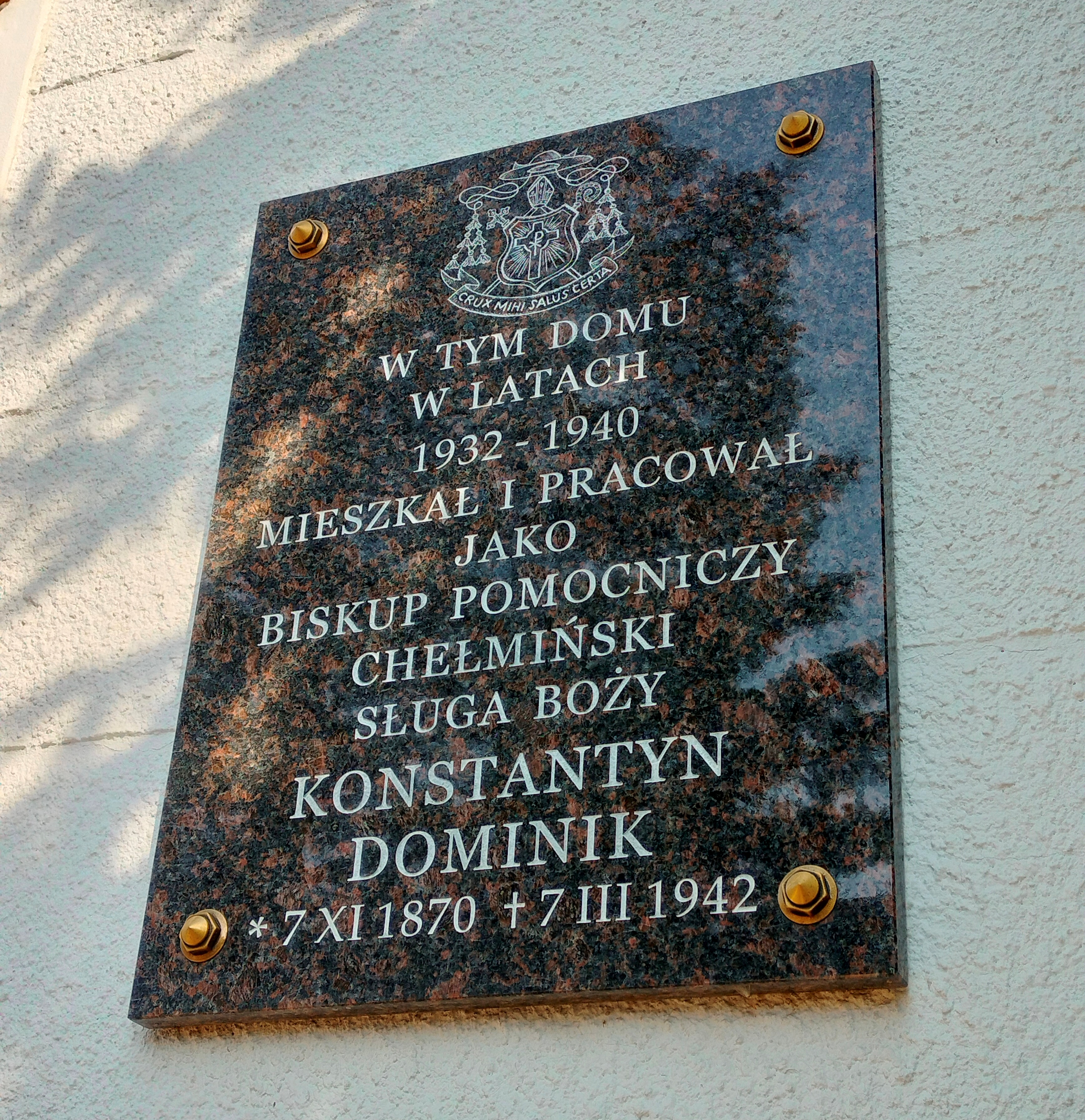
Płyta pamiątkowa na domu bpa K. Dominika w Pelplinie.

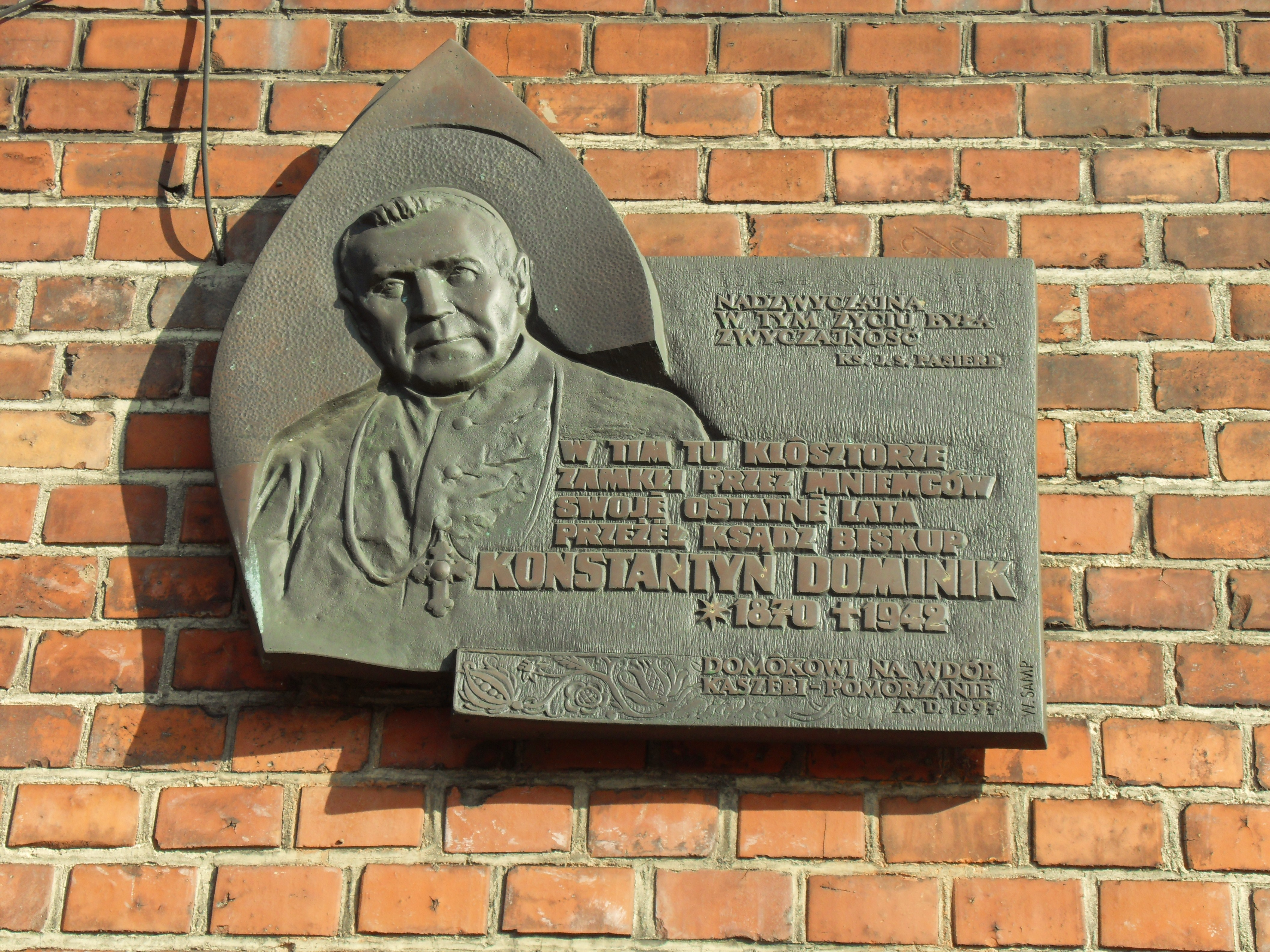
Tablica pamiątkowa biskupa Konstantyna Dominika na klasztorze ss. Elżbietanek w Gdańsku

Od września do grudnia 1939 r. sprawował rządy w diecezji. Internowany przez Niemców 31 stycznia 1940 r., z powodu ciężkiej choroby (anemia złośliwa) umieszczony został w szpitalu, a następnie w klasztorze Sióstr Elżbietanek w Gdańsku. Jego kontakty ze światem zewnętrznym były kontrolowane przez gestapo, które starało się zmusić go do przyjęcia niemieckiej trzeciej grupy narodowościowej. Ks. bp Dominik miał zakaz opuszczania miasta i często bywał na wielogodzinnych przesłuchaniach. Ostatnie z nich odbyło się w lutym 1942 roku. Dnia 4 marca 1942 roku ciężko zachorował i trafił do szpitala Najświętszej Maryi Panny, gdzie zmarł po przeprowadzonym zabiegu operacyjnym. Zgodnie z wyrażoną w testamencie wolą pochowany został na Cmentarzu św. Ignacego na Starych Szkotach. Po wojnie, 4 marca 1949 r., szczątki biskupa zostały ekshumowane i przewiezione do Pelplina, gdzie złożono je (7 marca 1949 r.) obok kwatery pomordowanych księży z ówczesnej diecezji chełmińskiej.

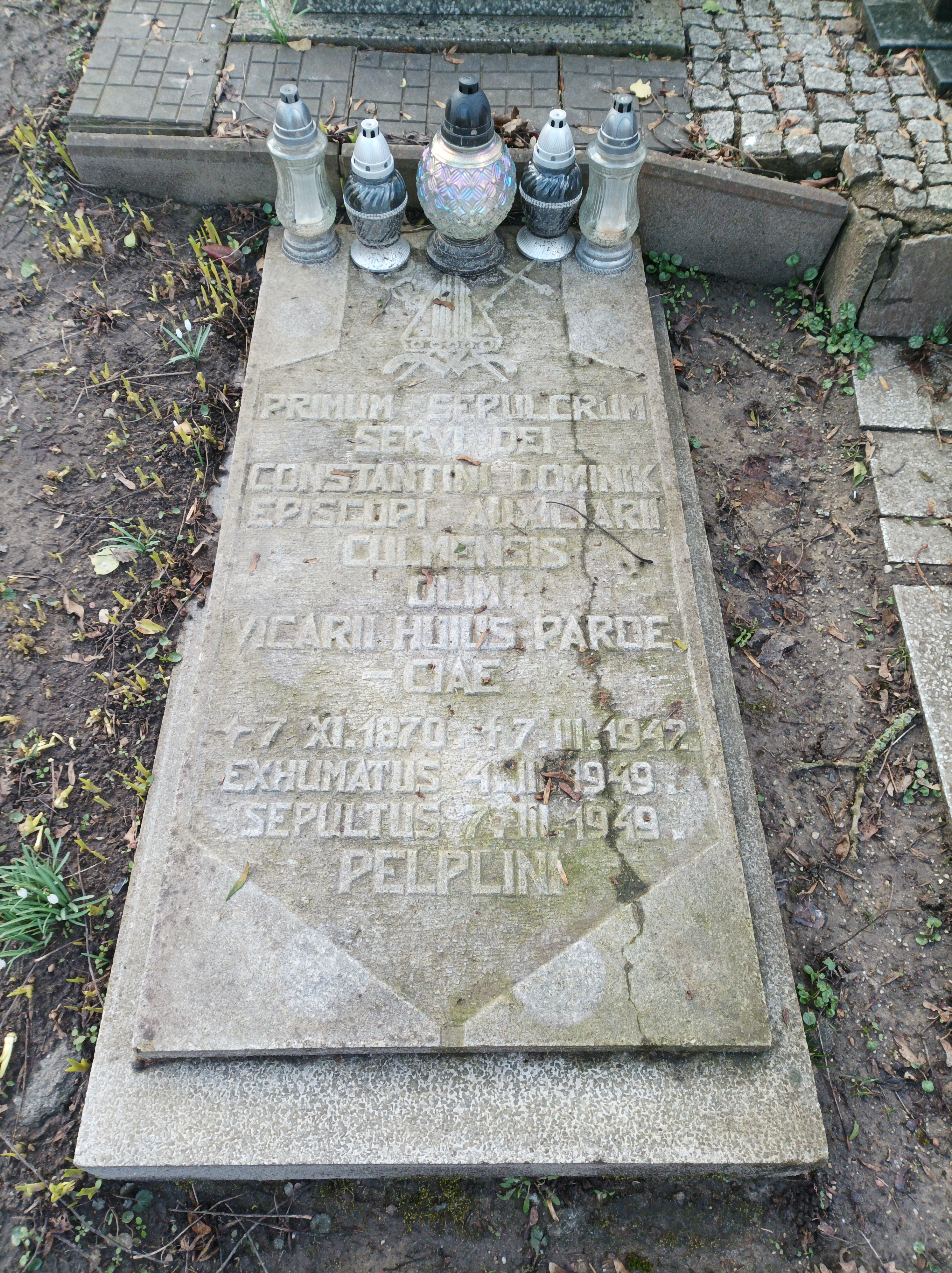
Grób bpa Konstantyna Dominika w Gdańsku

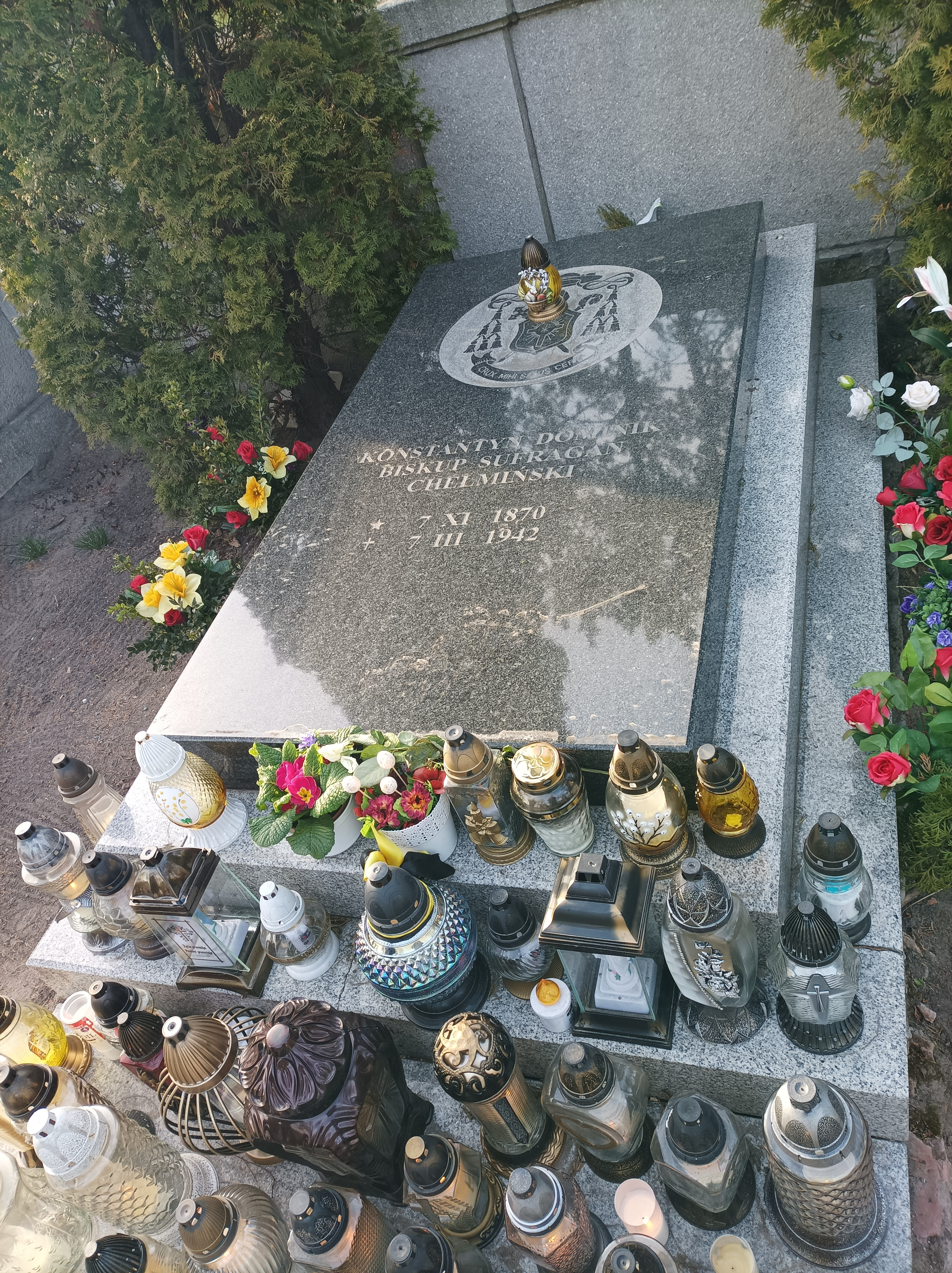
Grób bpa Konstantyna Dominika w Pelplinie

Od 1965 r. toczy się proces kanoniczny o jego beatyfikację na etapie diecezjalnym. W 1979 r. ukazał się dekret o procesie beatyfikacyjnym Sługi Bożego księdza biskupa Konstantyna Dominika.
Jest patronem ulicy na Oruni Górnej w Gdańsku oraz oddanego do użytku w 1992 parafialnego Domu Sługi Bożego Konstantyna Dominika przy parafii św. Ignacego w Gdańsku oraz patronem ulicy na Wzgórzu Św. Maksymiliana w Gdyni

## Literatura
- Ormiński, H., Sługa Boży Ksiądz Biskup Konstantyn Dominik, Kartuzy 1986.